# رشح (كيمياء)
عملية الرشح (بالإنجليزية: Leaching)‏ هي عملية استخراج المواد من مادة صلبة عن طريق إذابتها في سائل، بشكل طبيعي. في صناعة المعالجة الكيميائية، يحتوي الغسل على مجموعة متنوعة من التطبيقات التجارية، بما في ذلك فصل المعدن عن الخامالذي يستخدم الحمض، والسكر من بنجر السكر باستخدام الماء الساخن.